# DB Type

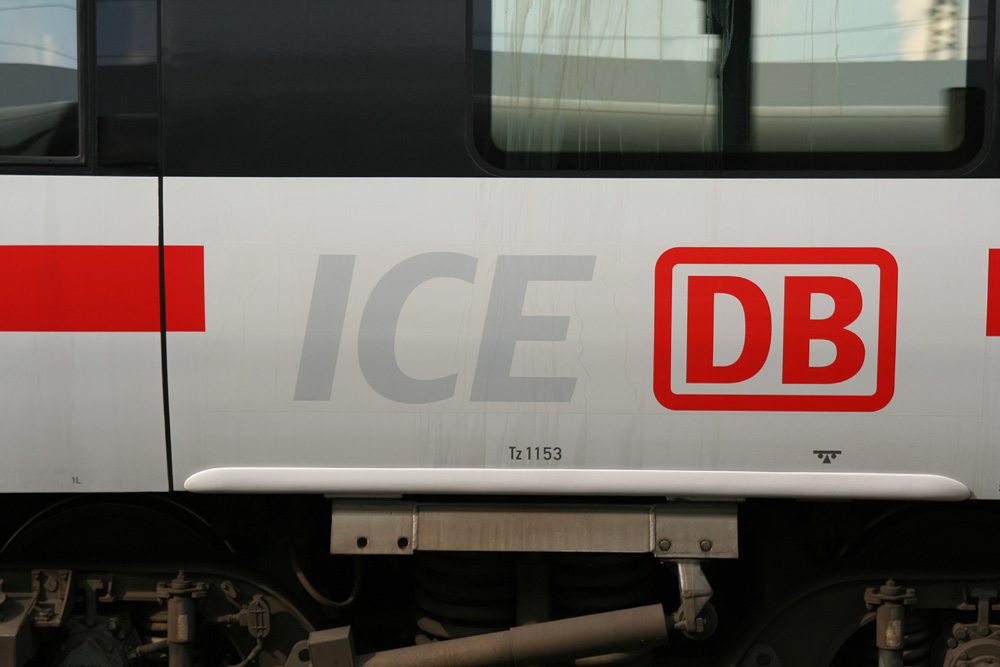
Schriftzug ICE in DB Sans Alternate

DB Type ist ein Schriftensystem, das von Erik Spiekermann und Christian Schwartz Ende 2005 als Hausschrift für die Deutsche Bahn AG entwickelt wurde. Die Schriften ersetzen seitdem zunehmend die bei der DB verwendeten Schriften Helvetica und Stinnes Sans. Heutzutage wird fast für die gesamte Unternehmenskommunikation der DB die DB Type verwendet. Das Schriftartensystem kann nur von autorisierten Partnern der Deutschen Bahn AG erworben werden.
Eine Erweiterung wird als DB Neo bezeichnet.

## Einzelne Schriftarten

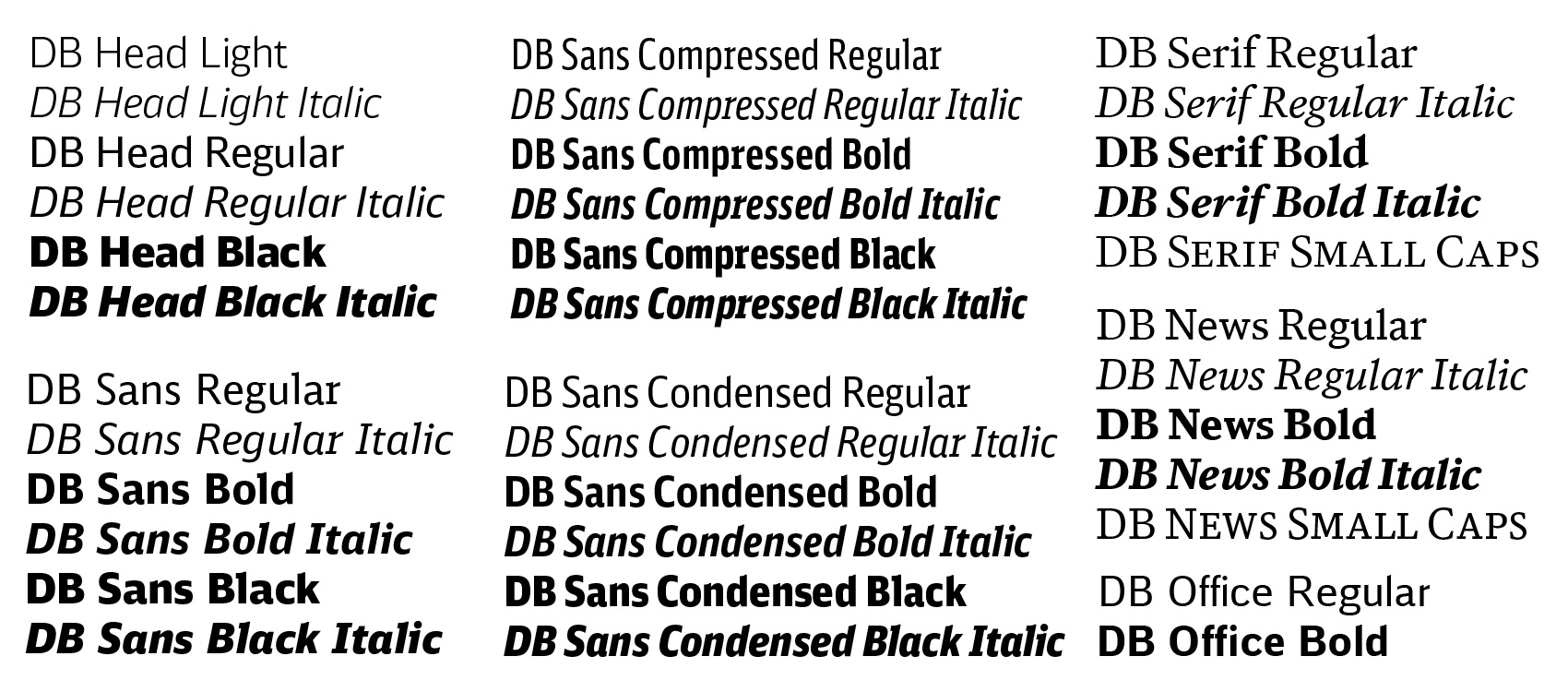
Übersicht aller Schriften

Das Schriftsystem des DB Type besteht aus 34 einzelnen Schnitten, die sich in sechs unterschiedliche Schriftfamilien gliedern. Diese lassen sich wiederum in Schriften mit und ohne Serifen (Antiqua und Grotesk) unterteilen.
Je nach Anwendungsgebiet stehen spezielle Schriftarten zur Verfügung. Dies sind:
- DB Head, eine etwas enger laufende, serifenlose Schrift. Sie ist für knappe Texte und große Überschriften ab einem Schriftgrad von etwa 15 Punkten gedacht.
- DB Sans, eine überwiegend serifenlose Schrift für längere, zusammenhängende Texte, etwa in Anzeigen oder Prospekten. Im Gegensatz zu DB Head weist sie an einigen Buchstaben, wie beispielsweise dem „r“, „g“ oder „i“ Ansätze von Serifen auf, um die Lesbarkeit zu erhöhen.
- DB Sans Condensed, wie DB Sans eine Schrift mit Serifenandeutungen für längere Texte. Sie ist jedoch schmaler als DB Sans und wird daher als platzsparende Schrift in kleinem Schriftgrad für beispielsweise Kleingedrucktes verwendet.
- DB Sans Compressed, eine Schrift wie DB Sans Condensed, jedoch noch schmaler, um viele Informationen auf kleinem Raum zu vermitteln, wie es etwa im Kursbuch der Fall ist.
- DB Serif, eine Serifenschrift, die in längeren Texten verwendet wird und den Lesefluss fördert.
- DB News, die wie DB Serif eine Serifenschrift ist. Sie ist jedoch etwas enger, um etwa bei Werbeanzeigen in Zeitungen Platz zu sparen.
- DB Office, die Büroversion der DB Type, wurde im September 2007 eingeführt. Sie ist Bestandteil der bahninternen MS-Word- und MS-PowerPoint-Vorlagen.

## Deutscher Designpreis
Am 9. Februar 2007 wurde die DB Type in Frankfurt am Main mit dem Designpreis der Bundesrepublik Deutschland in Gold ausgezeichnet. Gelobt wurden die „herausragende Funktionalität“ und die „kultivierte Anmutung“, die der „deutschen Alltagskultur gut zu Gesicht“ stünden. Die DB Type sei daher ein „Meisterwerk für mehr Informationskultur in Deutschland“.

## Weitere Schrift der Deutschen Bahn
Nicht zur DB Type gehört die Schriftart Deutsche Bahn WLS (Wegeleitsystem), welche für die Beschilderung der Deutschen Bahn benutzt wird. Sie wurde 1996 von Henning Krause angelehnt an die Helvetica des damaligen Corporate Designs gestaltet. Damit sollte erreicht werden, dass den Fahrgästen die Einführung des neuen Informations- und Orientierungssystems nicht auffällt.
Die Schrift des Wegeleitsystems gehört nicht zum Corporate Design der DB und soll sich von der Hausschrift unterscheiden, weil die Bahnhöfe auch von anderen Verkehrsunternehmen genutzt werden, die nicht zur Marke DB gehören. Die Bahnhöfe und Bahnsteige sollen also neutral ausgeschildert werden, sozusagen „ungebrandet“.